# Tomáš Zahradníček (fotbalista)
Tomáš Zahradníček (* 11. srpna 1993 Medlov) je český fotbalový záložník a mládežnický reprezentant působící v klubu FK Pardubice. Jeho švagrem je Jakub Petr.

## Klubová kariéra
Olomoucký odchovanec Tomáš Zahradníček byl do A-týmu Sigmy zařazen v létě 2013, v podzimní části sezony Gambrinus ligy 2013/14 se objevil několikrát na lavičce. Debutoval v prvním ligovém zápase jarní části sezony 22. února 2014 proti SK Slavia Praha a byla to náramná premiéra, dvěma góly se podílel na debaklu Slavie 5:1. Navíc si připsal dvě gólové asistence. Sezona dopadla neslavně, se Sigmou zažil sestup do druhé české ligy.

## Reprezentační kariéra
Tomáš Zahradníček v roce 2011 odehrál 5 zápasů za českou reprezentaci do 19 let.
5. března 2014 debutoval pod trenérem Jakubem Dovalilem ve výběru U21 v Praze na Žižkově v přátelském střetnutí proti Norsku (porážka 1:2).